# La Roche-sur-Yon Agglomération
Die La Roche-sur-Yon Agglomération ist ein französischer Gemeindeverband mit der Rechtsform einer Communauté d’agglomération im Département Vendée in der Region Pays de la Loire. Sie wurde am 23. Dezember 2009 gegründet und umfasst 13 Gemeinden. Der Verwaltungssitz befindet sich im Ort La Roche-sur-Yon.

## Mitgliedsgemeinden
| Gemeinde                       | Einwohner 1. Januar 2022 | Fläche km² | Dichte Einw./km² | Code INSEE | Postleitzahl |
| ------------------------------ | ------------------------ | ---------- | ---------------- | ---------- | ------------ |
| Aubigny-Les Clouzeaux          | 7.129                    | 52,28      | 136              | 85008      | 85430        |
| Dompierre-sur-Yon              | 4.535                    | 33,60      | 135              | 85081      | 85170        |
| Fougeré                        | 1.242                    | 26,89      | 46               | 85093      | 85480        |
| La Chaize-le-Vicomte           | 3.883                    | 49,51      | 78               | 85046      | 85310        |
| La Ferrière                    | 5.411                    | 47,17      | 115              | 85089      | 85280        |
| La Roche-sur-Yon               | 54.699                   | 87,52      | 625              | 85191      | 85000        |
| Landeronde                     | 2.285                    | 17,96      | 127              | 85118      | 85150        |
| Le Tablier                     | 756                      | 9,28       | 81               | 85285      | 85310        |
| Mouilleron-le-Captif           | 5.209                    | 19,73      | 264              | 85155      | 85000        |
| Nesmy                          | 3.056                    | 24,52      | 125              | 85160      | 85310        |
| Rives de l’Yon                 | 4.285                    | 54,26      | 79               | 85213      | 85310        |
| Thorigny                       | 1.255                    | 32,15      | 39               | 85291      | 85480        |
| Venansault                     | 4.743                    | 44,49      | 107              | 85300      | 85190        |
| La Roche-sur-Yon Agglomération | 98.488                   | 499,36     | 197              | –          | –            |